# Manfred Fischer (Manager)
Manfred Fischer (* 19. Juni 1933 in Finnentrop; † 13. April 2002 in München) war ein deutscher Verlags- und Industriemanager. Er war Vorstandsvorsitzender bei Gruner + Jahr (1974–1981), Bertelsmann (1981–1983) und Dornier (1984–1985).

## Leben
Fischer besuchte das Gymnasium Attendorn. Nach dem Abitur im Jahr 1954 studierte er Betriebswirtschaft in Köln, wo er 1958 seinen Abschluss als Diplom-Kaufmann machte. 1965 wurde er in Münster zum Dr. rer. pol.  promoviert.
Im Jahr 1958 trat er in das Gütersloher Verlagshaus Bertelsmann ein, wurde 1964 Mitglied der Geschäftsleitung bzw. ab 1971 Vorstandsmitglied von Bertelsmann. Zum 1. Januar 1974 übernahm Fischer den Vorstandsvorsitz des Verlagshauses Gruner + Jahr in Itzehoe und Hamburg, deren Aktienmehrheit Bertelsmann im Jahr zuvor von Verlagsgründer Gerd Bucerius erworben hatte. 
In Fischers Amtszeit bei der Gruner + Jahr AG fielen die Einführung mehrerer erfolgreicher Publikumszeitschriften wie GEO, P.M., Yps, Impulse und art, der Ausbau der Gruner Druck in Itzehoe zu einer der größten und modernsten Tiefdruckereien Europas sowie die Gründung der Henri-Nannen-Schule 1979. Außerdem expandierte der Verlag seinerzeit ins Ausland, unter anderem nach Spanien, Frankreich und in die USA. Insgesamt steigerte Gruner + Jahr seinen Weltumsatz zwischen 1974 und 1981 von 671 Millionen auf rund 1,6 Milliarden DM. Manfred Fischer verantwortete im Januar 1981 als Vorstandsvorsitzender von Gruner + Jahr den Ankauf der gefälschten Hitler-Tagebücher an der Chefredaktion des Stern vorbei.
Nachdem Fischer bereits 1979 in den Vorstand der Bertelsmann AG zurückgekehrt war, übernahm er am 1. Juli 1981 den Vorstandsvorsitz von Reinhard Mohn, der in den Aufsichtsrat wechselte. Aufgrund von Differenzen über den künftigen Unternehmenskurs – Fischer setzte auf Konsolidierung, Mohn auf weitere Expansion – wurde bereits Ende 1982 Fischers vorzeitiges Ausscheiden zum 31. März 1983 angekündigt; Nachfolger an der Bertelsmann-Spitze wurde Mark Wössner. 1983 endete auch Fischers Tätigkeit als Aufsichtsratsvorsitzender bi Gruner + Jahr.
Nach seinem Abschied von Bertelsmann übernahm Fischer im September 1984 den Vorstandsvorsitz der Dornier GmbH in München, wurde aber bereits im Februar 1985 spektakulär fristlos gekündigt. Hintergrund waren Auseinandersetzungen zwischen den Dornier-Erben, die auch vor Gericht und in der Öffentlichkeit ausgetragen wurden und zeitweise den Fortbestand des Unternehmens gefährdeten. Nachdem Fischers Kündigung vom Oberlandesgericht Stuttgart für nichtig erklärt wurde und Fischer seine Arbeit wieder aufnahm, wurde er Ende 1985 schließlich durch den bisherigen Airbus-Vizepräsidenten Johann Schäffler ersetzt. 
Anfang 1987 kehrte Fischer als Teilhaber zweier Filmproduktionsfirmen wieder in die Medienbranche zurück. Er starb 2002 nach längerer Krankheit.